# Noboru Takeshita
Noboru Takeshita (竹下 登 Takeshita Noboru, 26 de gener de 1924 – 19 de juny de 2000) va ser un polític japonès, el 74º primer ministre del Japó, des del 6 de novembre de 1987 fins al 3 de juny de 1989.